# David Monsalve
David Monsalve (* 21. Dezember 1988 in North York, Toronto, Ontario) ist ein momentan vereinsloser kanadischer ehemaliger Fußballtorwart kolumbianischer Abstammung.
Seine beiden Eltern wurden in Medellín, Kolumbien geboren, weshalb Monsalve neben Englisch auch fließend Spanisch spricht.

## Karriere

### Karrierebeginn in Toronto
Der in North York, einem Stadtteil von Toronto, aufgewachsene Monsalve begann seine aktive Karriere als Fußballspieler bereits im Alter von vier Jahren und kam noch im Nachwuchsalter zum Amateurklub CS Azzurri mit Sitz in der Metropole Toronto. Diesem hielt er schließlich bis 2006 die Treue und wechselte dann als sogenannter Injury Relief Player, also ein Spieler (zumeist ein Torwart), der bei einem verletzungsbedingten Ausfall eines anderen Spielers, dessen Position einnimmt, zum Toronto FC. Beim MLS-Franchise wurde er von Trainer Mo Johnston des Öfteren als Ersatztorhüter auf die Ersatzbank der Mannschaft geholt.
Nachdem der erst 18-jährige Monsalve am 25. Juli 2007 sein Teamdebüt bei einer 2:4-Niederlage in einem Freundschaftsspiel gegen Aston Villa gab, absolvierte er nur vier Tage später seinen ersten Profieinsatz im Trikot des kanadischen MLS-Franchises. Dabei wurde er bei der 0:3-Auswärtsniederlage gegen Chicago Fire über die volle Spieldauer eingesetzt.

### Über den FC Dallas zu den North York Astros
In der Spielzeit 2007 stand Monsalve als einer von sechs Torhütern des Toronto FC im Profikader und wurde als einer von fünf Torhütern im Laufe der Saison auch wirklich in einem Spiel der höchsten nordamerikanischen Fußballliga eingesetzt. Des Weiteren stand der junge Kanadier als Stammtorhüter im Gehäuse des Reserveteams des Vereins, das seinen Spielbetrieb in der damals noch existierenden MLS Reserve Division hatte. Nach der Freistellung vom Toronto FC Mitte Juli 2008 kam Monsalve in den „MLS-League-Wide-Reserve-Goalkeeper-Pool“, einem „Sammelbecken“ für Torhüter ohne Anstellung in einem MLS-Franchise. Von der dortigen „Waiverliste“, ähnlich dem System, das auch bei der National Hockey League (NHL) Verwendung findet, wurde er während der Saison 2008 vom FC Dallas aufgenommen. Dort fand er danach aber in keinem Meisterschaftsspiel Verwendung und musste sich mit Einsätzen in der MLS Reserve Division zufriedengeben. Noch im selben Jahr wurde der kolumbianischstämmige Torwart an die North York Astros mit Sitz in seiner Geburtsstadt North York abgegeben. Für das Team mit Spielbetrieb in der Canadian Soccer League, der höchsten Spielklasse im kanadischen Fußball, kam er bis 2009 in sechs Meisterschaftsspielen zum Einsatz.

### Wechsel nach Europa
Nach einem kurzen Probetraining mit dem norwegischen Klub Lillestrøm SK, nahmen Monsalves Spielervermittler im Februar 2009 Kontakt mit dem Torwart auf und meinten einen europäischen Verein für ihn zu wissen. Im März 2009 folgte schließlich Monsalves Vertragsunterzeichnung beim finnischen Erstligisten Inter Turku, wo er einen Vertrag mit einer dreijährigen Laufzeit bis 2011 unterschrieb. Sein Debüt in der höchsten finnischen Spielklasse gab der damals 20-Jährige schließlich am 1. Juli 2009, als er den Stammtorhüter des Vereins, Patrick Bantamoi, der im vorhergegangenen Ligaspiel gegen den HJK Helsinki mit Rot vom Platz geschickt wurde und deshalb gesperrt war, im Tor ersetzte. Da in diesem Spiel auch Monsalve nach 57 absolvierten Pflichtspielminuten nach einem groben Foul vom Schiedsrichter mit der roten Karte vom Platz geschickt wurde, musste der dritte Torwart des Teams, Eemeli Reponen, ins Gehäuse des finnischen Profiklubs. Für Reponen war dieser Einsatz sein Profidebüt; das Spiel gegen Tampere United wurde schlussendlich knapp mit 2:3 verloren. Nach sieben Meisterschaftseinsätzen in seiner ersten Spielzeit beim neuen Verein, folgten auch Einsätze im finnischen Fußballpokal, wo er unter anderem auch im Finale, ebenfalls gegen Tampere United, eingesetzt wurde. Am Ende des Spiels gewann das von Job Dragtsma trainierte Team mit einem 2:1-Sieg erstmals in der Vereinsgeschichte den finnischen Pokal. Im Ligageschehen erreichte Monsalve mit der Mannschaft in der Endtabelle den fünften Rang. Weiters wurde der 1,88 m große Torwart auch in neun Meisterschaftsspielen des FC Sinimustat, der eigentlichen B-Mannschaft von Inter Turku, in der Kakkonen, der dritthöchsten finnischen Fußballliga, eingesetzt.
Nach einem erfolgreichen Saisonabschluss 2009 startete Monsalve mit der Mannschaft in die Spielzeit 2010, wo er bis August 2010 in sieben Ligaspielen zum Einsatz kam und bei einem Meisterschaftseinsatz am 31. Mai 2010 verletzungsbedingt vom Platz musste. Weiters folgte für den 21-Jährigen ein Einsatz im Suomen Cup 2010, in dem er mit der Mannschaft im Viertelfinale gegen die IFK Mariehamn ausschied. Danach saß Monsalve bis zum 8. August 2010 bei vier Ligaspielen auf der Ersatzbank und tat dies auch am 29. Juli 2010 bei der 1:5-Heimniederlage in der 3. Qualifikationsrunde zur Europa League 2010/11 gegen den KRC Genk. Beim wenig bedeutungsvollen Rückspiel in Belgien wurde Monsalve zum letzten Mal in einem Pflichtspiel des FC Turku eingesetzt. Dabei spielte er über die volle Spieldauer durch und verlor das Spiel zusammen mit seinem Teamkollegen mit 2:3. Noch am Ende des Spieljahres 2010 trennte sich der finnische Verein vom jungen Kanadier, der sich daraufhin auf Vereinssuche begab. Im Februar 2011 wurde er mit dem nordamerikanischen Erstligisten Toronto FC gebracht, bei dem er einst seit Profidebüt gab. Beim kanadischen MLS-Franchise absolvierte er ein mehrwöchiges Probetraining und nahm mit dem Team an verschiedenen Camps teil. Ende Januar 2011 war er neben Eddy Sidra und Gianluca Zavarise einer von drei kanadischen Internationalen, die beim Toronto FC als Probespieler angemeldet waren. Im Laufe einiger Wochen wurde Monsalve ohne weitere Angabe von Gründen aus dem Trainings- bzw. Saisonvorbereitungskader genommen.

### Nationalmannschaftskarriere
Erste international Erfahrung sammelte Monsalve im Jahre 2004, als er von U-17-Nationaltrainer Stephen Hart erstmals in die kanadische U-17-Auswahl für ein internationales Jugendturnier im nordirischen Ballymena berufen wurde. Dabei gab er am 1. Mai 2004 sein Teamdebüt, als er ausgerechnet gegen das Land antrat, in das er rund fünf Jahre später wechseln würde. Bei der 1:2-Niederlage gegen Finnland hütete der Torwart mit kolumbianischen Wurzeln über die volle Spieldauer das Tor und wurde im Verlaufe des Turniers ein weiteres Mal eingesetzt. Ende Oktober 2004 folgten noch zwei Einsätze gegen die U-17-Nationalmannschaft von El Salvador, womit Monsalve auch seine Karriere als U-17-Nationalspieler beendete. Außerdem absolvierte er im Jahre 2005 noch zwei inoffizielle U-17-Einsätze, die er gegen italienische Vereinsjugendmannschaften bei einem Jugendturnier in Italien absolvierte.
Ab 2005 wurde er schließlich im U-20-Nationalteam seines Heimatlandes eingesetzt und gab dabei während der Jeux de la Francophonie des Jahres 2005 im Niger sein U-20-Nationalteamdebüt. Dabei stand er am 6. Dezember 2005 bei der 0:5-Niederlage gegen die Junioren-Auswahl von Kamerun über die gesamte Spieldauer zwischen den beiden Pfosten. Nach einem weiteren Einsatz während der Jeux de la Francophonie kam Monsalve bis 2007 in weiteren acht freundschaftlichen Länderspielen zum Einsatz. Unter U-20-Nationaltrainer Dale Mitchell nahm er an der Junioren-Fußballweltmeisterschaft 2007 im eigenen Land teil, wo er allerdings nicht zum Einsatz kam und die Mannschaft bereits in der Gruppenphase der Gruppe A als Gruppenletzter vom laufenden Wettbewerb ausschied. Außerdem bestritt Monsalve in den Jahren 2005 bis 2007 sieben weitere jedoch inoffizielle U-20-Länderspiele für sein Heimatland.
Nachdem er am 7. März 2008 bereits in einem inoffiziellen Spiel der U-23-Nationalmannschaft Kanadas gegen eine Auswahlmannschaft des Fußballteams der UC Santa Barbara zum Einsatz kam, absolvierte er am 23. März 2008 sein erstes und bis dato (Stand: Juli 2010) einziges offizielles U-23-Nationalspiel in seiner Karriere. Dabei wurde er bei den CONCACAF-Qualifikationsspielen zum Fußballturnier der Olympischen Spiele 2008 gegen Guatemala eingesetzt; das Spiel endete in einem 0:0-Remis. Anfang des Jahres 2010 wurde Monsalve von seinem ehemaligen Jugendnationalteamcoach Stephen Hart, der seit dem Jahre 2009 als Cheftrainer der A-Nationalmannschaft Kanadas im Amt ist, vor allem aufgrund seiner guten Leistungen in Finnland in die A-Nationalmannschaft seines Heimatlandes berufen. Beim freundschaftlichen Länderspiel gegen Jamaika am 31. Mai 2010 spielte Monsalve über die gesamte Matchdauer durch und kam so zu seinem ersten A-Nationalmannschaftseinsatz für sein Heimatland. Das Spiel, welches in der jamaikanischen Hauptstadt Kingston stattfand, wurde mit 0:1 verloren.

## Spieltyp
Der 1,88 m große Monsalve ist ein schneller, agiler und athletischer Torwart, der sowohl lange als auch kurze Bälle ohne größere Probleme fangen bzw. abwehren kann. Bereits in jungen Jahren zeigte er im Nachwuchsbereich bzw. in den Nationalauswahlen seines Heimatlandes sein Talent als sicher parierender Torwart.

## Erfolge
- Finnischer Pokalsieger: 2009